# استان مطروح
استان مَطروح (به عربی: محافظة مطروح) از استان‌های کشور مصر است.
مرکز این استان شهر مرسی مطروح است.